# Petit Palais
Petit Palais – muzeum położone w Paryżu, zbudowane na wystawę światową zorganizowaną w 1900 roku.
Budynek pod względem konstrukcyjnym przypomina położony niedaleko Grand Palais posiadając ogrody na tyłach budynku oraz kolumny na fasadzie. Dach budynku stanowi duża kopuła, która kształtem przypomina kopułę kościoła Les Invalides.
Muzeum jest podzielone na trzy sekcje: 
- 1. sekcja zawiera dzieła oraz obrazy pochodzące z okresu średniowiecza oraz renesansu
- 2. sekcję poświęcono dziełom XVIII-wiecznym oraz związanych z Paryżem
- 3. sekcja gromadzi dzieła francuskich artystów, m.in. Jeana Ingresa, Eugène Delacroix oraz Gustave Courbeta.

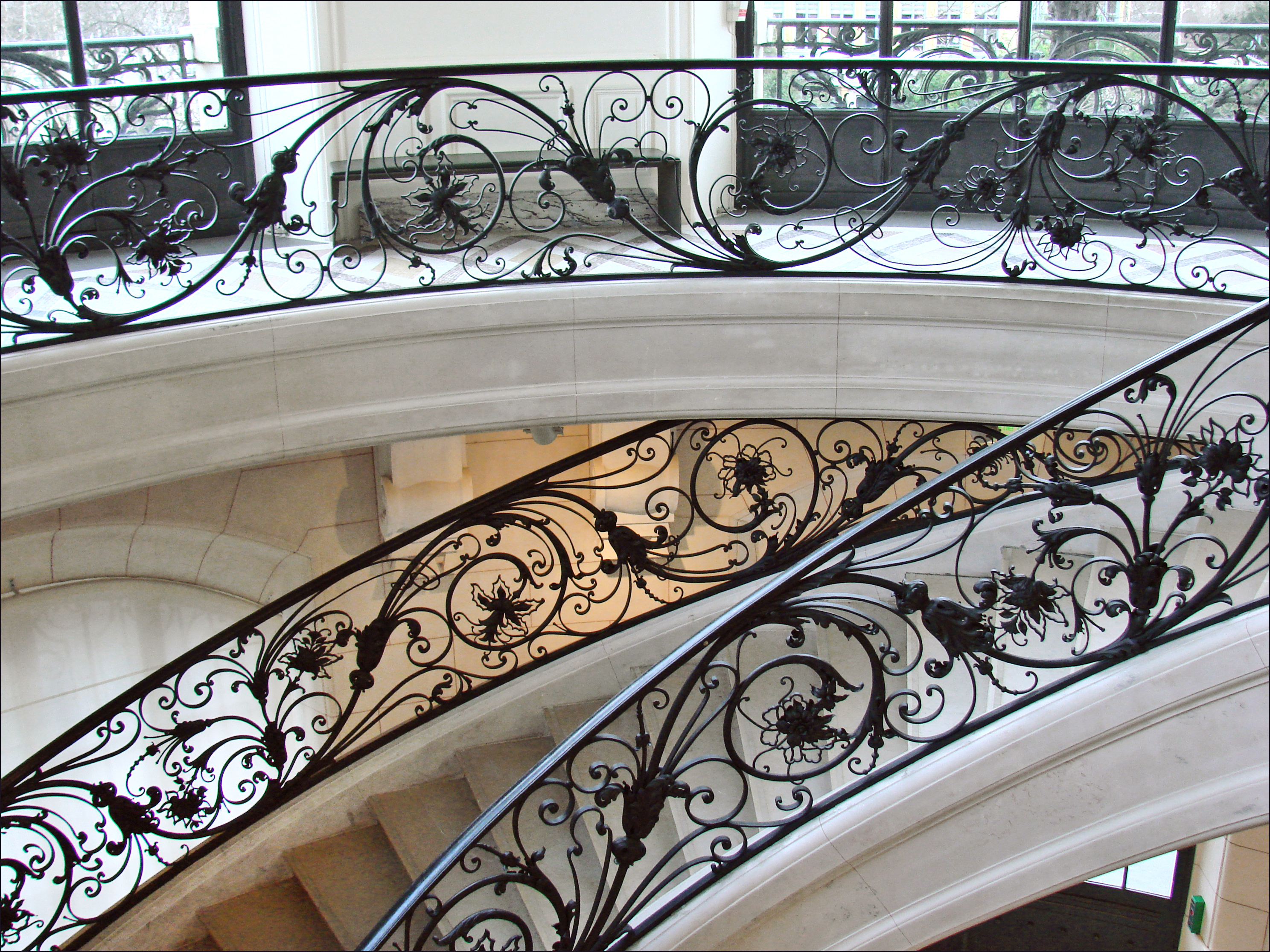
Zdobienia wnętrz Petit Palais z kutego żelaza